# Чемберс, Манро
Манро Чемберс (англ. Munro Chambers; род. 29 июля 1990, Эйджакс, Онтарио) — канадский актёр.

## Карьера
Чемберс начал сниматься в 1998 году на телевидении. С 2010 по 2015 год он играл одну из центральных ролей в молодёжном сериале «Деграсси: Следующее поколение», в 2015 году снялся в главной роли в фильме «Турбо пацан».

## Фильмография
| Год       |    | Русское название                     | Оригинальное название           | Роль                      |
| --------- | -- | ------------------------------------ | ------------------------------- | ------------------------- |
| 1998—1999 | с  | Маленькие мужчины                    | Little Men                      | Роб Баэр                  |
| 2003      | тф | Скачок во времени                    | A Wrinkle in Time               | Сэнди Мерри               |
| 2004      | ф  | Другой                               | Godsend                         | Макс Шоу                  |
| 2005      | ф  | Миллиарды Бэйли                      | Bailey's Billion$               | Макс Риццо                |
| 2010—2015 | с  | Деграсси: Следующее поколение        | Degrassi: The Next Generation   | Элайджа (Элай) Голдсворти |
| 2011      | ф  | Рождественское приключение Бетховена | Beethoven's Christmas Adventure | Мейсон                    |
| 2013      | с  | Надломленные                         | Cracked                         | Трей                      |
| 2014      | с  | Разделение                           | The Divide                      | Ноа                       |
| 2015      | ф  | Турбо пацан                          | Turbo Kid                       | Главный герой (пацан)     |
| 2016      | ф  | Последние дни Сэйди на Земле         | Sadie's Last Days on Earth      | Тедди                     |
| 2017      | с  | Выкуп                                | Ransom                          | Кэмерон Дюсплейс          |
| 2018      | ф  | Наклбол                              | Knuckleball                     | Диксон                    |